# Kaiji (train)
Le Kaiji (かいじ) est un train express existant au Japon et exploité par la compagnie JR East, qui relie la ville de Tokyo à celle de Kōfu. Son nom fait référence à la province de Kai.

## Gares desservies
Le Kaiji circule principalement de la gare de Shinjuku à la gare de Kōfu en empruntant la ligne principale Chūō. Certains trains sont terminus Tokyo ou Ryūō.
| Nom des gares |
| ------------- |
| Tokyo*        |
| Shinjuku      |
| Tachikawa     |
| Hachiōji      |
| Ōtsuki        |
| Enzan         |
| Yamanashishi  |
| Isawa-Onsen   |
| Kōfu          |
| Ryūō*         |

Les gares marquées d'un astérisque ne sont pas desservies par tous les trains.

## Matériel roulant
Depuis 2018, les services Kaiji sont effectués par des rames série E353. Dans le passé, ils ont été effectués par les séries 165, 183, 189 et E257.

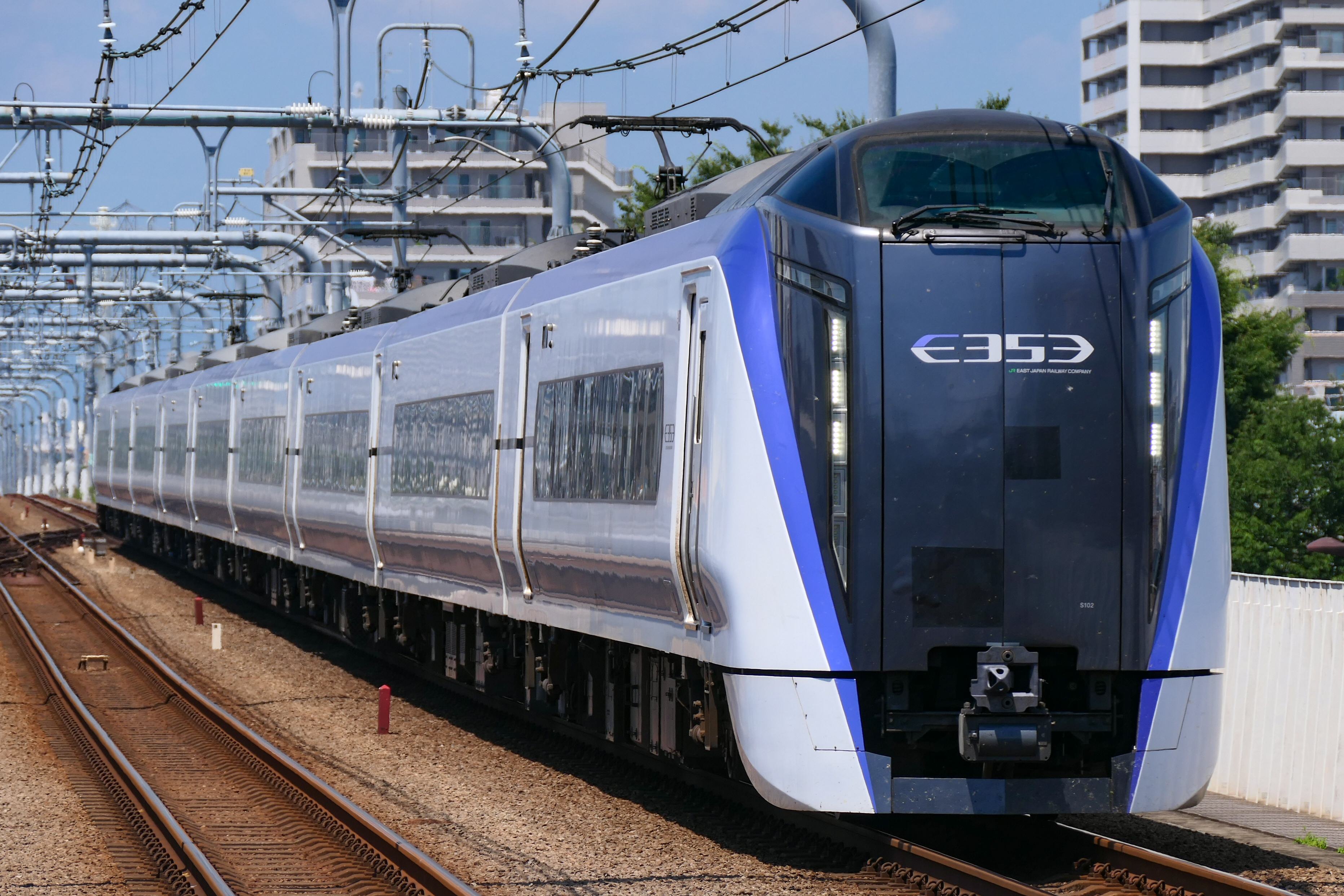
Série E353
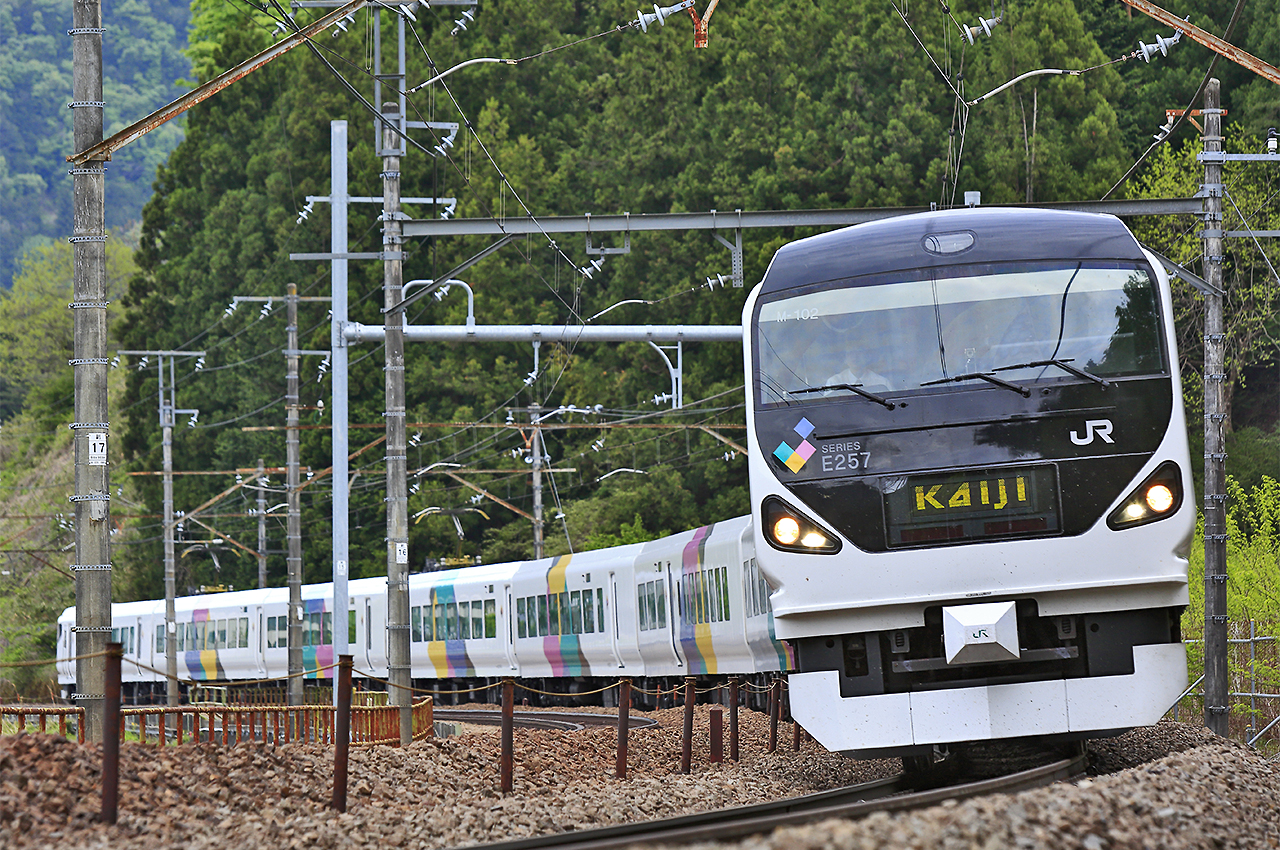
Série E257
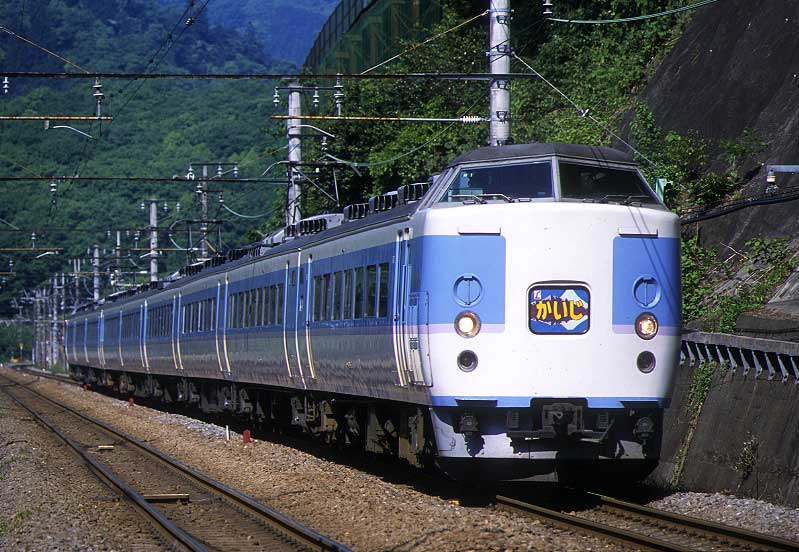
Série 183
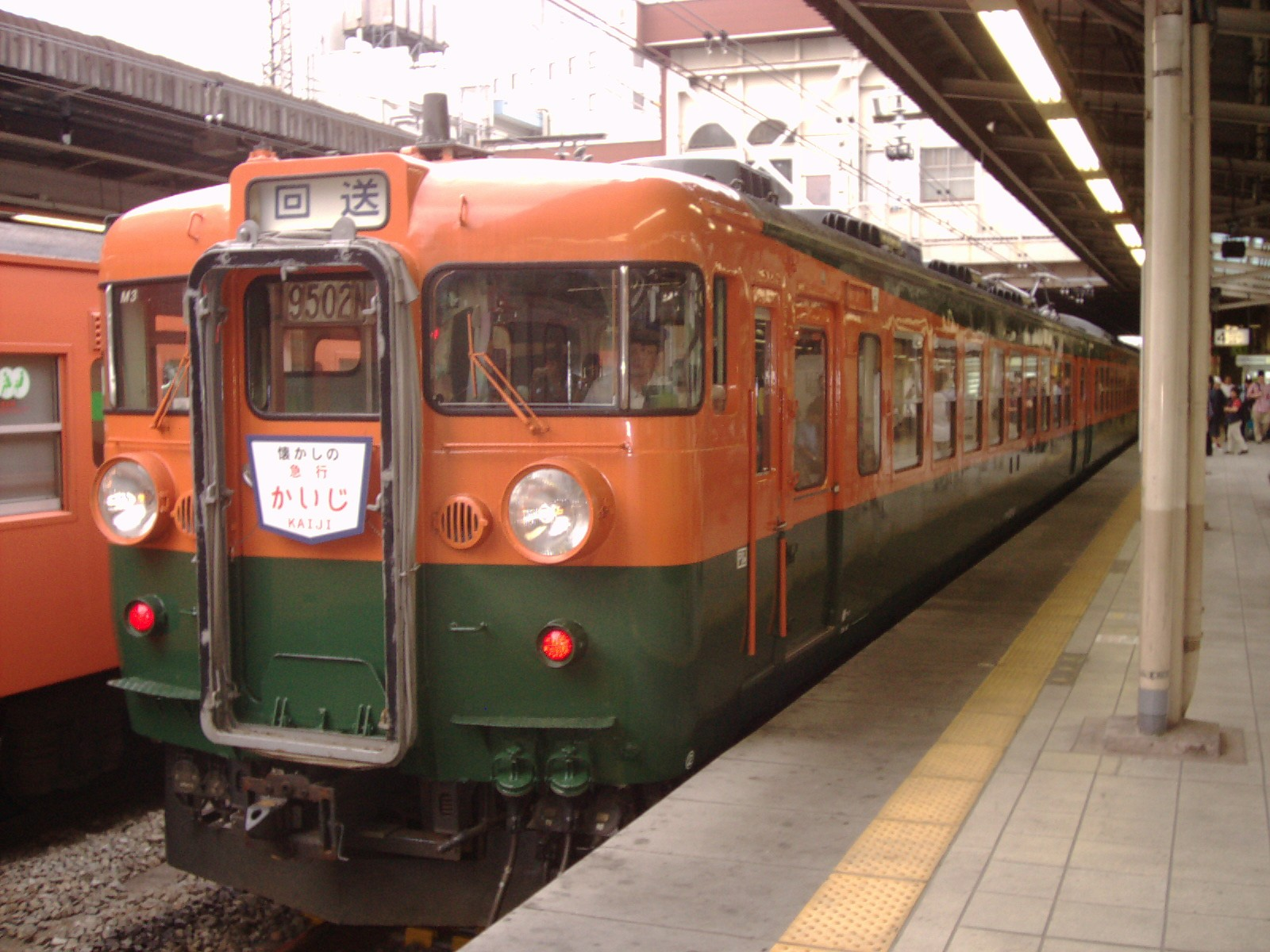
Série 165

## Composition des rames
- Série E353[2] :

| N° de voiture | 4       | 5       | 6       | 7       | 8       | 9     | 10      | 11      | 12      |
| Classe        | Réservé | Réservé | Réservé | Réservé | Réservé | Green | Réservé | Réservé | Réservé |